# LBV 1806-20
LBV 1806-20 är en luminös blå variabel eller möjligen en dubbelstjärna i stjärnbilden Skytten på mellan 30 000 och 49 000 ljusårs avstånd. Den har en massa på 130–150 solmassor och har en uppskattad variabel lumositet på 5 miljoner gånger solen, vilket gör den jämförbar med Eta Carinae och Pistolstjärnan.
Trots dess höga lumositet, är den nästan helt osynlig från solsystemet, eftersom mindre än en miljarddel av dess synliga ljus når oss, resten absorberas av mellanliggande gas och stoft. Fastän stjärnan har en magnitud på +8 vid närinfrarödspektrumet vid 2 mikrometer, beräknar man att dess skenbara magnitud ligger vid omkring +35 vid synliga våglängder, vilket man inte kan upptäcka.